# Акацукі (1932)
Акацукі (Akatsuki, яп. 暁) — ескадрений міноносець Імперського флоту Японії, який брав участь у Другій світовій війні.
Корабель, який став двадцять першим серед есмінців типу «Фубукі», спорудили у 1932 році на верфі ВМФ у Сасебо.
На момент вступу Японії до Другої світової війни «Акацукі» належав до 6-ї дивізії ескадрених міноносців, яка 2 грудня 1941-го прибула з Японії до Мако (важлива база ВМФ на Пескадорських островах у південній частині Тайванської протоки). 2 есмінці дивізії виділили для участі у блокаді Гонконгу, тоді як «Акацукі» та «Хібікі» вирушили 4 грудня з Мако разом із загоном великих артилерійських кораблів адмірала Кондо, що мав забезпечувати загальне прикриття сил вторгнення до Малаї та на Філіппіни (всього охорона сил Кондо включала 10 есмінців). Вже у перший день бойових дій 8 грудня (тільки по іншу сторону лінії зміни дат від Перл-Гарбору) японці висадили десант на півострові Малакка, після чого стали очікувати на контратаку британського флоту. Невдовзі після опівдня 9 грудня японський підводний човен повідомив про виявлення ворожої ескадри, головну силу якої становили 2 лінкори, і загін Кондо вийшов для перехоплення в район на південь від острова Пуло-Кондоре (наразі Коншон, неподалік від південного завершення В'єтнаму). Втім, вступити в бій японським кораблям не довелось, оскільки тієї ж доби базова авіація потопила обидва ворожі лінкори. 11 грудня загін Кондо прибув до бухти Камрань (центральна частина В'єтнаму).
Кілька діб «Акацукі» ніс патрульну службу в районі Камрані, а 20 грудня 1942-го вийшов звідси у складі охорони загону Кондо, які попрямували для прикриття висадки основного десанту на філіппінський острів Лусон. У ніч проти 22 грудня відбулась успішна висадка в затоці Лінгайєн, а за дві доби загін Кондо повернувся до Камрані. Втім, «Акацукі» пройшов до Мако та кілька тижнів ніс тут патрульну службу.
Невдовзі корабель перенаправили до ще одного бойового напрямку, де японські війська розвивали наступ на схід Нідерландської Ост-Індії з півдня Філіппін. 6—12 січня 1942-го він та ще один есмінець супроводили важкий крейсер «Мая» до Палау на заході Каролінського архіпелагу (тут останній невдовзі увійшов до складу загону Кондо, який теж перекинули в новий регіон). 18—20 січня есмінці перейшли до порту Давао на південному узбережжі філіппінського острова Мінданао (тут японський десант висадився ще 20 грудня 1941-го).
26 січня 1942-го «Акацукі» прибув до Таракану (центр нафтовидобувної промисловості на сході острова Борнео, захоплений ще 11 січня), а 27—29 січня ескортував танкер «Ракуто-Мару» до Балікпапану (ще один центр нафтової промисловості на східному узбережжі Борнео, узятий під контроль лише за кілька діб до того — 24 січня). 1 лютого «Акацукі» вийшов для конвоювання авіатранспорту «Камогава-Мару», який рушив з Таракану та 3 лютого прибув у Балікпапан.
Невдовзі «Акацукі» пройшов до Давао, а 5—10 лютого 1942-го разом зі ще одним есмінцем своєї дивізії ескортував звідси до Камрані гідроавіаносець «Саньо-Мару», що відбувалось в межах підготовки операції зі вторгнення на захід острова Ява. 18 лютого з Камрані вийшли 56 транспортів, при цьому первісно їх безпосередній ескорт складався з легкого крейсера та 10 есмінців (в тому числі «Акацукі»), а 21 лютого в районі островів Анамбас до них приєднались ще один легкий крейсер та 5 есмінців. На підході до Яви конвой розділився на три основні загони, які рушили до визначених їм пунктів висадки. «Акацукі» разом зі ще одним есмінцем 6-ї дивізії та легким крейсером «Юра» прикривали десант у районі на схід від Батавії (наразі Джакарта) у затоці Ератан. Висадка відбулася в ніч проти 1 березня та пройшла на ділянці «Акацукі» без ускладнень (а от основний загін, що прикривав висадку на захід від Батавії, був атакований ворожими крейсерами, які намагались вирватися в Індійський океан після поразки в битві в Яванському морі — зіткнення, відоме як бій у Зондській протоці).
10 березня 1942-го «Акацукі» прибув до затоки Субік-Бей поблизу Маніли, а 19—26 березня ескортував звідси конвой до Куре, після чого став на ремонт в Уразі.
22—26 травня 1942-го «Акацукі» та ще один есмінець у межах підготовки мідвейсько-алеутської операції ескортував важкий та легкий авіаносці з Куре до Омінато (важлива база ВМФ на північному завершенні Хонсю), де збиралось велике угруповання для дій на Алеутах. 28 травня «Акацукі» та ще 2 есмінці і 2 легкі крейсери вийшли в море із завданням супроводжувати загін висадки на острів Киска, який також включав два переобладнані легкі крейсери та 2 транспорти. 1 червня кораблі прибули на Парамушир (Курильські острови), а наступного дня рушили далі. 7 червня відбулась висадка на Кисці, яка не зустріла жодного спротиву через відсутність на острові гарнізону. Після цього «Акацукі» розпочав патрулювання в районі Киски, а 13 червня узявся за ескортування есмінця «Хібікі», який напередодні був пошкоджений авіацією та міг рухатись лише з малою швидкістю. Кораблі пройшли через Парамушир і 27 червня досягнули Омінато. Далі «Хібікі» рушив на ремонт до Йокосуки, тоді як «Акацукі» 29 червня полишив базу для ескорту авіаносця «Дзюнйо», який прямував на Алеути у складі великого з'єднання. Втім, «Акацукі» виконував це завдання недовго та 2 липня вже повернувся у Омінато. 4 липня 1942-го «Акацукі» рушив для доставки військовослужбовців на Киску, а потім узявся за протичовнову службу біля цього острова. 18—25 липня есмінець прямував з Киски до Йокосуки, де пройшов короткочасний доковий ремонт. 6—8 серпня «Акацукі» здійснив перехід на Курили та певний час ніс патрульно-ескортну службу в північній зоні.
Тим часом союзники висадились на сході Соломонових островів, що започаткувало шестимісячну битву за Гуадалканал та змусило японське командування перекидати сюди підкріплення. Як наслідок, 29—31 серпня 1942-го «Акацукі» пройшов з Омінато до Куре, а 1—6 вересня разом зі ще одним есмінцем супроводив легкий авіаносець «Дзуйхо» з Куре на атол Трук (головна база японського ВМФ у Океанії, розташована в центральній частині Каролінських островів). 9—12 вересня ті ж есмінці охороняли ескортний авіаносець «Унйо», який здійснив круговий рейс для доставки літаків до Кавієнга — другої за значенням японської бази в архіпелазі Бісмарка, розташованої на північному завершенні острова Нова Ірландія, а 13—18 вересня супроводили «Унйо» з Труку до Куре (можливо відзначити, що японці традиційно використовували свої ескортні авіаносці передусім для перевезень літаків на віддалені бази).
Наприкінці вересня японське командування організувало операцію «Окі» з доставки великого контингенту військ до Меланезії. 29 вересня 1942-го «Акацукі» разом з іншим есмінцем розпочали ескортування третього ешелону цієї операції, який вийшов з порту Саєкі (північно-східне завершення Кюсю) та в підсумку в першій половині жовтня досягнув Рабаула (головна передова база японців у архіпелазі Бісмарка, з якої провадились операції на Соломонових островах та сході Нової Гвінеї). Далі «Акацукі» супроводив судна до розташованої за кілька сотень кілометрів на південний схід якірної стоянки Шортленд (прикрита групою невеликих островів Шортленд акваторія біля південного завершення острова Бугенвіль, де зазвичай відстоювались бойові кораблі та перевалювались вантажі для відправлення їх далі на схід Соломонових островів).
14 жовтня 1942-го «Акацукі» вийшов у транспортний рейс до Гуадалканалу разом зі ще 3 есмінцями, гідроавіаносцем та 2 легкими крейсерами. Втім, наступної доби цю місію скасували. 17—18 жовтня відбувся ще один, значно більший рейс, у якому, окрім «Акацукі», взяли участь ще 14 есмінців, гідроавіаносець та 3 легкі крейсери. На зворотному шляху в протоці між островами Нью-Джорджія та Шуазель Юра «Акацукі» безрезультатно контратакував глибинними бомбами підводний човен USS Grampus, який до того поцілив крейсер «Юра» торпедою (остання, втім, не здетонувала).
23 жовтня 1942-го «Акацукі» вийшов з Шортленду до Гуадалканалу з місією атакувального плану, проте того ж дня її скасували. 24 числа корабель разом з двома іншими есмінцями все-таки рушив до острова (можливо відзначити, що тоді ж задля артилерійської підтримки наступу наземних військ до Гуадалканалу ж вислали й інший загін, який включав легкий крейсер та 4 есмінці). 25 жовтня загін «Акацукі» потопив флотський буксир USS Seminole і переобладнаний патрульний корабель YP-284, а також легко пошкодив швидкісний тральщик (колишній есмінець) USS Zane (а от місія іншого загону була скасована, оскільки легкий крейсер зазнав пошкоджень при атаці з повітря, а потім затонув). Сам «Акацукі» під час виходу зазнав незначних пошкоджень внаслідок влучання снаряда берегової батареї в одну з установок головного калібру, загинуло 4 члени екіпажу. 26 жовтня «Акацукі» повернувся на Шортленд.
2—3 листопада 1942-го «Акацукі» разом зі ще 10 есмінцями та легким крейсером здійснив транспортний рейс до Гуадалканалу. 3—6 листопада він та ще один есмінець ескортували з Шортленду на Трук два гіроавіаносці, після чого були залучені до запланованої японським командуванням великої операції з доставки на Гуадалканал підкріплень, яка в підсумку вилилась у вирішальну битву надводних кораблів біля острова. 9 листопада з Труку вийшов загін адмірала Абе, два лінкори якого напередодні підходу транспортів мали провести артилерійський обстріл аеродрому Гендерсон-Філд (за місяць до того така операція була проведена доволі вдало). «Акацукі» разом зі ще 5 есмінцями та легким крейсером входив до охорони головних кораблів, при цьому в підсумку до них приєднались ще 5 есмінців, які вийшли з Шортленду. В ніч проти 13 листопада біля Гуадалканалу загін Абе перестріло американське з'єднання із крейсерів та есмінців, яке зазнало значних втрат, проте зірвало обстріл аеродрому. Сам бій почався з того, що «Акацукі» освітив легкий крейсер USS Atlanta, який перебував на відстані лише 1,5 км. Після цього на есмінці зосередили вогонь кілька ворожих кораблів, що завдало важких пошкоджень та призвело до загибелі «Акацукі». Врятуватись вдалось лише 18 членам екіпажу, яких пізніше підібрали американські кораблі.